# Grande Cemitério de Riga
O Grande Cemitério  (em letão:  Lielie kapi; em alemão:  Großer Friedhof) foi o principal cemitério de Riga, Letônia, estabelecido em 1773. Foi o principal local de sepultamento de Germano-bálticos na Letônia.
Extensos danos e remoção de diversas pedras sepulcrais e sepulturas pelas autoridades governantes da União Soviética durante a vigência da República Socialista Soviética da Letônia depois de 1945 levaram à suspensão dos sepultamentos e eventual conversão de sua área em um parque público. Apesar disso um número significativo de antigas sepulturas foi preservado.

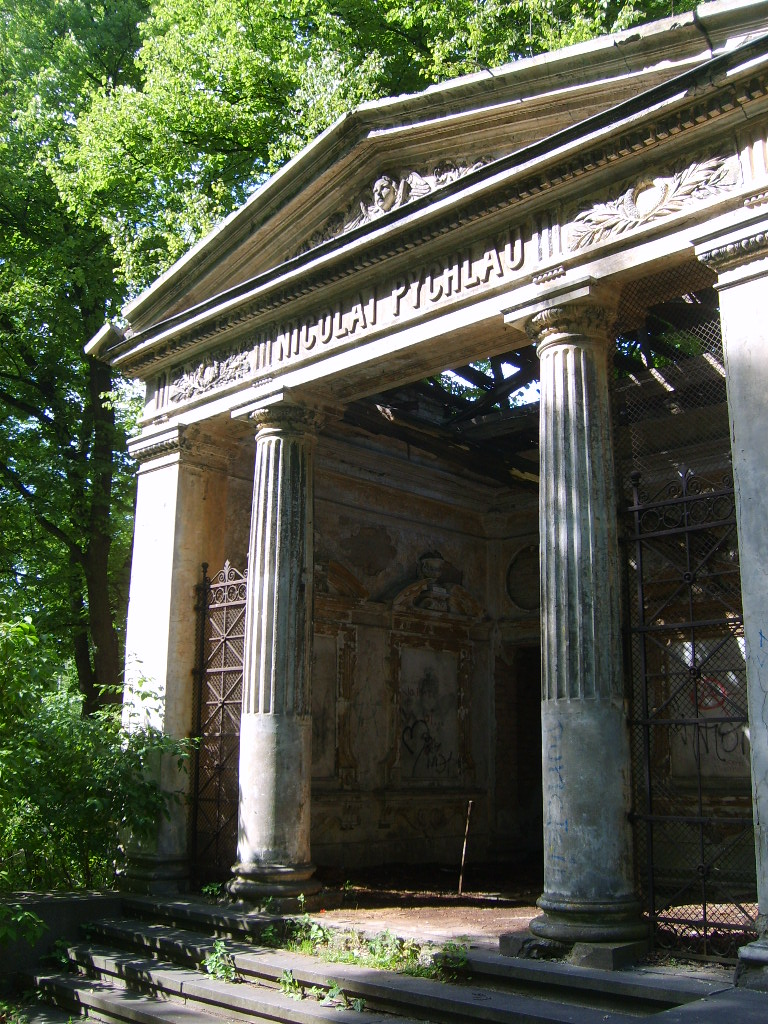
Mortuário da família Pychlau, fabricantes têxteis russos

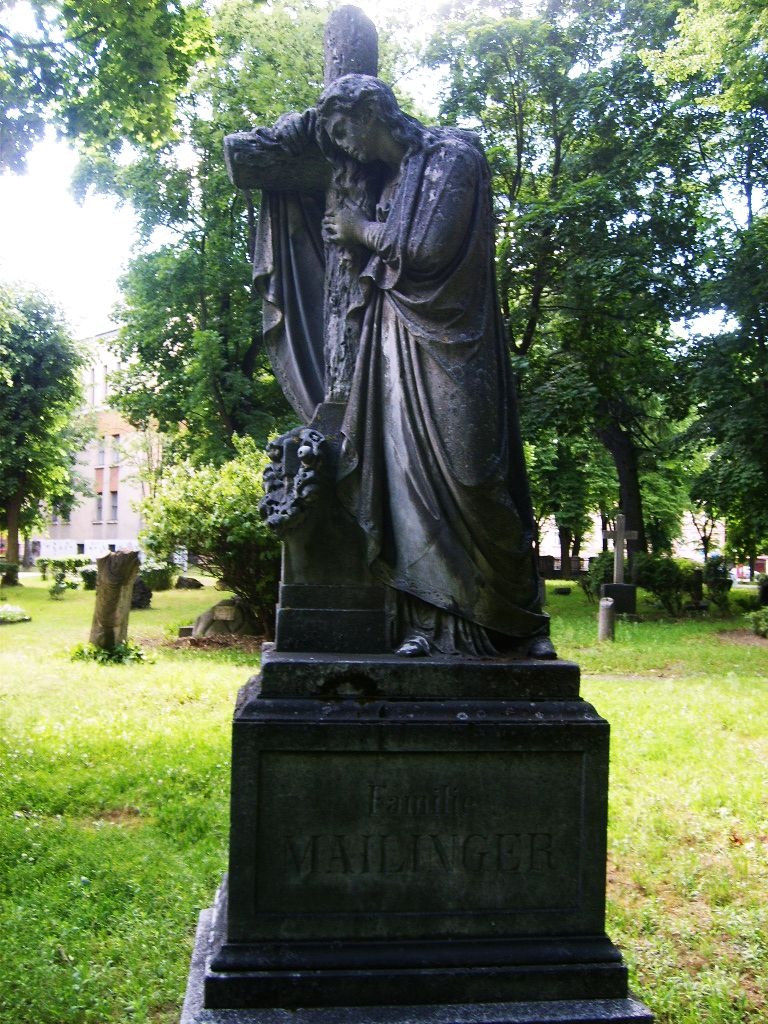
Sepultura da família Mailinger

## Sepultamentos notáveis
- Albert de Riga, fundador da cidade
- Christoph Haberland, um dos arquitetos chefe de Riga
- Johann Christoph Brotze, pedagogo e etnógrafo
- Krišjānis Barons, folclorista da Letônia
- Jānis Frīdrihs Baumanis, arquiteto da Letônia
- Andrejs Pumpurs, poeta e escritor da Letônia
- Johann Daniel Felsko, arquiteto
- Jāzeps Grosvalds, pintor da Letônia
- Kārlis Mīlenbahs, linguista e lexicógrafo da Letônia
- Wilhelm Ostwald, Nobel de Química
- Heinrich Scheel, arquiteto
- Georg August Schweinfurth, botânico
- Krišjānis Valdemārs
- George Armitstead, engenheiro